# マルコス・ヨシオ・ソウザ
マルコス・ヨシオ・ソウザ（Marcos Yoshio Souza、1984年12月5日 - ）は、ブラジルの男性柔術家、プロ総合格闘家。日系ブラジル人。サンパウロ州サンパウロ出身。日本在住。ボンサイ柔術所属。初代REALウェルター級王者。

## 来歴
3歳より父アジウソンから柔道を学び、7歳の時にホイス・グレイシーの姿に衝撃を受け、柔術を学び始めた。
2004年には黒帯を取得し、2005年に来日。その年の5月に開催されたブラジリアン柔術オープントーナメントで大会MVPを受賞し、圧倒的な強さで強烈なインパクトを残した。
その後、コパドゥマウ2005の黒帯無差別級優勝を皮切りに、ヒクソン・グレイシー杯など数々の大会で優勝し、2012年からはMMAに挑戦。

## 戦績

### プロ総合格闘技
| 総合格闘技 戦績 | 総合格闘技 戦績 | 総合格闘技 戦績 | 総合格闘技 戦績 | 総合格闘技 戦績 | 総合格闘技 戦績 | 総合格闘技 戦績 |
| --------------- | --------------- | --------------- | --------------- | --------------- | --------------- | --------------- |
| 12 試合         | (T)KO           | 一本            | 判定            | その他          | 引き分け        | 無効試合        |
| 9 勝            | 2               | 6               | 1               | 0               | 0               | 0               |
| 3 敗            | 3               | 0               | 0               | 0               | 0               | 0               |

| 勝敗 | 対戦相手                 | 試合結果                                        | 大会名                                                            | 開催年月日     |
| ×    | 阿部大治                 | 2R 3:02 KO（右ストレート→サッカーボールキック） | RIZIN.37                                                          | 2022年7月31日  |
| ○    | ファルコ・ネト           | 1R 1:27 TKO（グラウンドパンチ）                 | RIZIN.21                                                          | 2020年2月22日  |
| ×    | 中村K太郎                | 1R 1:18 TKO（コーナーストップ）                 | RIZIN.19                                                          | 2019年10月12日 |
| ○    | ヒョン・ソク・リー       | 2R 4:37 TKO（パンチ）                           | AFGC ARZALET FIGHTING GLOBE CHAMPIONSHIP 5                        | 2019年3月23日  |
| ×    | ヌルスルトン・ルジボエフ | 3R 0:29 TKO（膝蹴り→パウンド）                  | WEF 67 WEF GLOBAL 14                                              | 2018年11月10日 |
| ○    | イタロ・ゴンカルベス     | 1R 4:58 腕ひしぎ十字固め                        | AFGC ARZALET FIGHTING GLOBE CHAMPIONSHIP 3                        | 2018年7月7日   |
| ○    | ファビアーノ・アラウジョ | 1R 1:07 アームトライアングル                    | AFGC ARZALET FIGHTING GLOBE CHAMPIONSHIP 1                        | 2017年2月10日  |
| ○    | 藤井翔太                 | 1R 3:18 リアネイキッドチョーク                  | RFC REAL FIGHT CHAMPIONSHIP 3 【REALウェルター級タイトルマッチ】  | 2015年12月5日  |
| ○    | 高木健太                 | 1R 3:39 腕ひしぎ十字固め                        | RFC REAL FIGHT CHAMPIONSHIP 1 【REALウェルター級タイトルマッチ】  | 2014年12月23日 |
| ○    | マテウシュ・ピスコルズ   | 3R 4:02 リアネイキッドチョーク                  | REAL REAL FIGHT MMA CHAMPIONSHIP 3 【REALウェルター級王座決定戦】 | 2013年10月20日 |
| ○    | リペン・ジャン           | 5分3R終了 判定3-0                               | REAL REAL FIGHT MMA CHAMPIONSHIP 1                                | 2012年12月1日  |
| ○    | フェイ・リウ             | 1R 1:17 腕ひしぎ十字固め                        | REAL REAL FIGHT MMA CHAMPIONSHIP 1                                | 2012年12月1日  |

## 獲得タイトル
- 初代REALウェルター級王座（2012年）

### 補足映像
<references group="補足映像" /